# Hans-Heinrich Sixt von Armin
Hans-Heinrich Sixt von Armin (6 de noviembre de 1890 - 1 de abril de 1952) fue un general alemán durante la II Guerra Mundial que comandó varias divisiones. Fue condecorado con la Cruz de Caballero de la Cruz de Hierro. Armin se rindió tras la batalla de Stalingrado en 1943 y murió en cautividad en la Unión Soviética el 1 de abril de 1952. Era hijo del general de la I Guerra Mundial Friedrich Bertram Sixt von Armin.

## Crímenes de guerra
En julio de 1941, Armin hizo fusilar a 200 judíos en Zhytomyr por supuestamente abusar de soldados alemanes.

## Fechas de ascensos
- Major (1 de abril de 1929)
- Oberstleutnant (1 de octubre de 1932)
- Oberst (1 de octubre de 1934)
- Generalmajor (1 de marzo de 1938)
- Generalleutnant (1 de marzo de 1940)

## Condecoraciones
- Cruz de Caballero de la Cruz de Hierro el 22 de septiembre de 1941 como Generalleutnant y comandante de la 95. Infanterie-Division[3]